# Seria GP2 – Spa-Francorchamps 2013
Runda GP2 na torze Circuit de Spa-Francorchamps – ósma runda mistrzostw serii GP2 w sezonie 2013.

## Wyniki

### Sesja treningowa
| Nr | Kierowca        | Konstruktor | Czas     | Okr. |
| -- | --------------- | ----------- | -------- | ---- |
| 18 | Stefano Coletti | Rapax       | 1:58,386 | 12   |

### Kwalifikacje
Źródło: Autosport
| Poz. | Nr | Kierowca            | Konstruktor          | Czas     | Poz. s. |
| ---- | -- | ------------------- | -------------------- | -------- | ------- |
| 1    | 11 | Sam Bird            | Russian Time         | 1:56,957 | 1       |
| 2    | 8  | Fabio Leimer        | Racing Engineering   | 1:57,156 | 2       |
| 3    | 3  | James Calado        | ART Grand Prix       | 1:57,404 | 3       |
| 4    | 1  | Marcus Ericsson     | DAMS                 | 1:57,538 | 4       |
| 5    | 15 | Alexander Rossi     | Caterham Racing      | 1:57,578 | 5       |
| 6    | 20 | Nathanaël Berthon   | Trident Racing       | 1:57,588 | 6       |
| 7    | 10 | Jolyon Palmer       | Carlin               | 1:57,691 | 7       |
| 8    | 2  | Stéphane Richelmi   | DAMS                 | 1:57,802 | 8       |
| 9    | 14 | Sergio Canamasas    | Caterham Racing      | 1:57,804 | 19      |
| 10   | 9  | Felipe Nasr         | Carlin               | 1:57,839 | 9       |
| 11   | 23 | Robin Frijns        | Hilmer Motorsport    | 1:57,881 | 10      |
| 12   | 7  | Julián Leal         | Racing Engineering   | 1:57,924 | 11      |
| 13   | 12 | Tom Dillmann        | Russian Time         | 1:57,950 | 12      |
| 14   | 6  | Mitch Evans         | Arden International  | 1:58,271 | 13      |
| 15   | 19 | Simon Trummer       | Rapax                | 1:58,384 | 14      |
| 16   | 26 | Dani Clos           | MP Motorsport        | 1:58,385 | 15      |
| 17   | 5  | Johnny Cecotto Jr.  | Arden International  | 1:58,419 | 16      |
| 18   | 17 | Rio Haryanto        | Barwa Addax          | 1:58,463 | 17      |
| 19   | 22 | Adrian Quaife-Hobbs | Hilmer Motorsport    | 1:58,534 | 18      |
| 20   | 18 | Stefano Coletti     | Rapax                | 1:58,618 | 20      |
| 21   | 27 | Daniël de Jong      | MP Motorsport        | 1:58,789 | 21      |
| 22   | 24 | René Binder         | Venezuela GP Lazarus | 1:58,803 | 22      |
| 23   | 25 | Vittorio Ghirelli   | Venezuela GP Lazarus | 1:58,831 | 23      |
| 24   | 4  | Daniel Abt          | ART Grand Prix       | 1:59,022 | 24      |
| 25   | 16 | Jake Rosenzweig     | Barwa Addax          | 1:59,273 | 25      |
| 26   | 21 | Ricardo Teixeira    | Trident Racing       | 2:17,528 | 26      |
| Poz. | Nr | Kierowca            | Konstruktor          | Czas     | Poz. s. |

### Główny wyścig

#### Wyścig
Źródło: Autosport
| P                                                     | + / –     | Nr | Kierowca            | Konstruktor          | Okr. | Czas / Strata      | Komentarz |
| ----------------------------------------------------- | --------- | -- | ------------------- | -------------------- | ---- | ------------------ | --------- |
| 1                                                     | Bez zmian | 11 | Sam Bird            | Russian Time         | 25   | 52:55,642          |           |
| 2                                                     | 2         | 1  | Marcus Ericsson     | DAMS                 | 25   | +0:07,001          |           |
| 3                                                     | 2         | 15 | Alexander Rossi     | Caterham Racing      | 25   | +0:08,242          |           |
| 4                                                     | 2         | 8  | Fabio Leimer        | Racing Engineering   | 25   | +0:13,950          |           |
| 5                                                     | 8         | 12 | Tom Dillmann        | Russian Time         | 25   | +0:15,353          |           |
| 6                                                     | 6         | 7  | Julián Leal         | Racing Engineering   | 25   | +0:18,643          |           |
| 7                                                     | 1         | 2  | Stéphane Richelmi   | DAMS                 | 25   | +0:26,086          |           |
| 8                                                     | 5         | 3  | James Calado        | ART Grand Prix       | 25   | +0:27,559          |           |
| 9                                                     | 2         | 23 | Robin Frijns        | Hilmer Motorsport    | 25   | +0:28,425          |           |
| 10                                                    | 9         | 22 | Adrian Quaife-Hobbs | Hilmer Motorsport    | 25   | +0:30,497          |           |
| 11                                                    | 3         | 6  | Mitch Evans         | Arden International  | 25   | +0:33,190          |           |
| 12                                                    | 3         | 19 | Simon Trummer       | Rapax                | 25   | +0:33,341          |           |
| 13                                                    | 7         | 18 | Stefano Coletti     | Rapax                | 25   | +0:33,837          |           |
| 14                                                    | 3         | 5  | Johnny Cecotto Jr.  | Arden International  | 25   | +0:48,970          |           |
| 15                                                    | 8         | 10 | Jolyon Palmer       | Carlin               | 25   | +0:49,347          |           |
| 16                                                    | 8         | 4  | Daniel Abt          | ART Grand Prix       | 25   | +0:52,471          |           |
| 17                                                    | 8         | 16 | Jake Rosenzweig     | Barwa Addax          | 25   | +0:57,102          |           |
| 18                                                    | 5         | 25 | Vittorio Ghirelli   | Venezuela GP Lazarus | 25   | +0:57,982          |           |
| 19                                                    | 1         | 17 | Rio Haryanto        | Barwa Addax          | 25   | +1:03,628          |           |
| 20                                                    | 4         | 26 | Dani Clos           | MP Motorsport        | 25   | 1:20,316           | [ a ]     |
| 21                                                    | 5         | 21 | Ricardo Teixeira    | Trident Racing       | 25   | +1:27,365          |           |
| 22                                                    | 16        | 20 | Nathanaël Berthon   | Trident Racing       | 25   | +0:28,885          |           |
| Niesklasyfikowani                                     |           |    |                     |                      |      |                    |           |
|                                                       |           | 14 | Sergio Canamasas    | Caterham Racing      | 19   |                    |           |
|                                                       |           | 9  | Felipe Nasr         | Carlin               | 5    | kolizja z Palmerem | [ 4 ]     |
|                                                       |           | 27 | Daniël de Jong      | MP Motorsport        | 3    | kolizja z Haryanto |           |
| Nie wystartowali / niedopuszczeni do ponownego startu |           |    |                     |                      |      |                    |           |
|                                                       |           | 24 | René Binder         | Venezuela GP Lazarus |      |                    |           |
| P                                                     | + / –     | Nr | Kierowca            | Konstruktor          | Okr. | Czas / Strata      | Komentarz |

#### Najszybsze okrążenie
| Nr | Kierowca     | Konstruktor  | Czas     | Okr. |
| -- | ------------ | ------------ | -------- | ---- |
| 12 | Tom Dillmann | Russian Time | 1:59,644 | 19   |

#### Prowadzenie w wyścigu
| Nr                              | Kierowca      | Okrążenia | Suma |
| ------------------------------- | ------------- | --------- | ---- |
| 11                              | Sam Bird      | 1-15, 25  | 15   |
| 19                              | Simon Trummer | 15-25     | 10   |
| \| Wykres \| \| ------ \| \| \| |               |           |      |
| Wykres                          |               |           |      |
|                                 |               |           |      |

### Sprint

#### Wyścig
Źródło: Autosport
| P                 | + / –     | Nr | Kierowca            | Konstruktor          | Okr. | Czas / Strata | Komentarz |
| ----------------- | --------- | -- | ------------------- | -------------------- | ---- | ------------- | --------- |
| 1                 | Bez zmian | 3  | James Calado        | ART Grand Prix       | 18   | 36:21,338     |           |
| 2                 | 1         | 7  | Julián Leal         | Racing Engineering   | 18   | +0:00,447     |           |
| 3                 | 7         | 22 | Adrian Quaife-Hobbs | Hilmer Motorsport    | 18   | +0:01,532     |           |
| 4                 | 2         | 2  | Stéphane Richelmi   | DAMS                 | 18   | +0:17,905     |           |
| 5                 | Bez zmian | 8  | Fabio Leimer        | Racing Engineering   | 18   | +0:29,053     |           |
| 6                 | 9         | 10 | Jolyon Palmer       | Carlin               | 18   | +0:33,284     |           |
| 7                 | 7         | 5  | Johnny Cecotto Jr.  | Arden International  | 18   | +0:37,321     |           |
| 8                 | 18        | 9  | Felipe Nasr         | Carlin               | 18   | +0:40,455     | [ 6 ]     |
| 9                 | 5         | 12 | Tom Dillmann        | Russian Time         | 18   | +0:41,052     |           |
| 10                | 1         | 6  | Mitch Evans         | Arden International  | 18   | +0:43,421     |           |
| 11                | 1         | 19 | Simon Trummer       | Rapax                | 18   | +0:44,373     |           |
| 12                | 11        | 14 | Sergio Canamasas    | Caterham Racing      | 18   | +0:45,170     |           |
| 13                | 9         | 20 | Nathanaël Berthon   | Trident Racing       | 18   | +0:45,987     |           |
| 14                | 6         | 11 | Sam Bird            | Russian Time         | 18   | +0:47,459     |           |
| 15                | 8         | 1  | Marcus Ericsson     | DAMS                 | 18   | +0:50,141     |           |
| 16                | Bez zmian | 4  | Daniel Abt          | ART Grand Prix       | 18   | +0:50,726     |           |
| 17                | 7         | 27 | Daniël de Jong      | MP Motorsport        | 18   | +0:50,818     |           |
| 18                | Bez zmian | 25 | Vittorio Ghirelli   | Venezuela GP Lazarus | 18   | +0:53,466     |           |
| 19                | 1         | 26 | Dani Clos           | MP Motorsport        | 18   | 0:54,532      | [ b ]     |
| 20                | 5         | 24 | René Binder         | Venezuela GP Lazarus | 18   | +0:59,796     |           |
| 21                | 4         | 16 | Jake Rosenzweig     | Barwa Addax          | 18   | +1:03,052     |           |
| 22                | 16        | 15 | Alexander Rossi     | Caterham Racing      | 18   | +1:18,035     |           |
| 23                | 10        | 18 | Stefano Coletti     | Rapax                | 18   | +1:21,639     |           |
| 24                | 3         | 21 | Ricardo Teixeira    | Trident Racing       | 18   | +1:27,956     | [ c ]     |
| 25                | 6         | 17 | Rio Haryanto        | Barwa Addax          | 17   | +1 okr.       |           |
| Niesklasyfikowani |           |    |                     |                      |      |               |           |
|                   |           | 23 | Robin Frijns        | Hilmer Motorsport    | 1    |               |           |
| P                 | + / –     | Nr | Kierowca            | Konstruktor          | Okr. | Czas / Strata | Komentarz |

#### Najszybsze okrążenie
| Nr | Kierowca        | Konstruktor     | Czas     | Okr. |
| -- | --------------- | --------------- | -------- | ---- |
| 15 | Alexander Rossi | Caterham Racing | 1:59,880 | 15   |

#### Premia za najszybsze okrążenie w TOP 10
| Nr | Kierowca     | Konstruktor    | Czas     | Okr. |
| -- | ------------ | -------------- | -------- | ---- |
| 3  | James Calado | ART Grand Prix | 2:00,298 | 3    |

#### Prowadzenie w wyścigu
| Nr                              | Kierowca     | Okrążenia | Suma |
| ------------------------------- | ------------ | --------- | ---- |
| 3                               | James Calado | 1-18      | 18   |
| \| Wykres \| \| ------ \| \| \| |              |           |      |
| Wykres                          |              |           |      |
|                                 |              |           |      |

## Lista startowa
| Team                 | Nr | Kierowca            |
| -------------------- | -- | ------------------- |
| DAMS                 | 1  | Marcus Ericsson     |
| DAMS                 | 2  | Stéphane Richelmi   |
| ART Grand Prix       | 3  | James Calado        |
| ART Grand Prix       | 4  | Daniel Abt          |
| Arden International  | 5  | Johnny Cecotto Jr.  |
| Arden International  | 6  | Mitch Evans         |
| Racing Engineering   | 7  | Julián Leal         |
| Racing Engineering   | 8  | Fabio Leimer        |
| Carlin               | 9  | Felipe Nasr         |
| Carlin               | 10 | Jolyon Palmer       |
| Russian Time         | 11 | Sam Bird            |
| Russian Time         | 12 | Tom Dillmann        |
| EQ8 Caterham Racing  | 14 | Sergio Canamasas    |
| EQ8 Caterham Racing  | 15 | Alexander Rossi     |
| Barwa Addax          | 16 | Jake Rosenzweig     |
| Barwa Addax          | 17 | Rio Haryanto        |
| Rapax                | 18 | Stefano Coletti     |
| Rapax                | 19 | Simon Trummer       |
| Trident Racing       | 20 | Nathanaël Berthon   |
| Trident Racing       | 21 | Ricardo Teixeira    |
| Hilmer Motorsport    | 22 | Adrian Quaife-Hobbs |
| Hilmer Motorsport    | 23 | Robin Frijns        |
| Venezuela GP Lazarus | 24 | René Binder         |
| Venezuela GP Lazarus | 25 | Vittorio Ghirelli   |
| MP Motorsport        | 26 | Dani Clos           |
| MP Motorsport        | 27 | Daniël de Jong      |

## Klasyfikacja po zakończeniu rundy

### Kierowcy
| P  | +/− | Kierowca            | Starty | Punkty | P1 | P2 | P3 | PP | NO | NS |
| -- | --- | ------------------- | ------ | ------ | -- | -- | -- | -- | -- | -- |
| 1  | 0   | Stefano Coletti     | 16     | 135    | 3  | 1  | 3  | 1  | 4  | –  |
| 2  | 0   | Felipe Nasr         | 16     | 130    | –  | 3  | 2  | –  | –  | 2  |
| 3  | 0   | Fabio Leimer        | 16     | 128    | 2  | –  | 2  | 1  | –  | 1  |
| 4  | 0   | Sam Bird            | 16     | 121    | 4  | –  | –  | 1  | 2  | 1  |
| 5  | 0   | James Calado        | 16     | 111    | 1  | 3  | 1  | –  | 1  | 2  |
| 6  | +1  | Marcus Ericsson     | 16     | 82     | 1  | 2  | –  | 2  | 2  | 4  |
| 7  | +2  | Stéphane Richelmi   | 16     | 71     | –  | 1  | –  | 1  | –  | 2  |
| 8  | 0   | Jolyon Palmer       | 16     | 68     | 1  | –  | –  | –  | –  | 2  |
| 9  | −3  | Jon Lancaster       | 10     | 65     | 2  | –  | 1  | –  | 2  | –  |
| 10 | +1  | Tom Dillmann        | 16     | 63     | –  | –  | 1  | 1  | 2  | 1  |
| 11 | −1  | Mitch Evans         | 16     | 56     | –  | 1  | 3  | –  | –  | 1  |
| 12 | 0   | Robin Frijns        | 12     | 47     | 1  | 1  | –  | –  | –  | 4  |
| 13 | 0   | Alexander Rossi     | 14     | 47     | –  | –  | 2  | –  | –  | 1  |
| 14 | +3  | Julián Leal         | 16     | 42     | –  | 1  | –  | –  | –  | 2  |
| 15 | +1  | Adrian Quaife-Hobbs | 16     | 34     | –  | 1  | 1  | –  | –  | 3  |
| 16 | −2  | Johnny Cecotto Jr.  | 15     | 32     | –  | –  | –  | 1  | 1  | 3  |
| 17 | −2  | Kevin Ceccon        | 13     | 28     | –  | 1  | –  | –  | –  | 2  |
| 18 | 0   | Nathanaël Berthon   | 16     | 21     | 1  | –  | –  | –  | 1  | 4  |
| 19 | 0   | Rio Haryanto        | 16     | 20     | –  | 1  | –  | –  | –  | 1  |
| 20 | 0   | Simon Trummer       | 16     | 18     | –  | –  | –  | –  | –  | –  |
| 21 | 0   | René Binder         | 15     | 11     | –  | –  | –  | –  | –  | –  |
| 22 | 0   | Daniel Abt          | 16     | 3      | –  | –  | –  | –  | –  | 2  |
| 23 | 0   | Conor Daly          | 2      | 2      | –  | –  | –  | –  | –  | –  |
| 24 | 0   | Daniël de Jong      | 16     | 1      | –  | –  | –  | –  | –  | 5  |
| 25 | 0   | Jake Rosenzweig     | 16     | 0      | –  | –  | –  | –  | –  | –  |
| 26 | 0   | Kevin Giovesi       | 8      | 0      | –  | –  | –  | –  | –  | 2  |
| 27 | 0   | Sergio Canamasas    | 16     | 0      | –  | –  | –  | –  | –  | 4  |
| 28 | 0   | Dani Clos           | 4      | 0      | –  | –  | –  | –  | –  | 1  |
| 29 | 0   | Pål Varhaug         | 4      | 0      | –  | –  | –  | –  | –  | 1  |
| 30 | 0   | Vittorio Ghirelli   | 4      | 0      | –  | –  | –  | –  | –  | –  |
| 31 | 0   | Fabrizio Crestani   | 4      | 0      | –  | –  | –  | –  | –  | –  |
| 32 | 0   | Ricardo Teixeira    | 4      | 0      | –  | –  | –  | –  | –  | –  |
| 33 | 0   | Ma Qinghua          | 1      | 0      | –  | –  | –  | –  | –  | –  |
| P  | +/− | Kierowca            | Starty | Punkty | P1 | P2 | P3 | PP | NO | NS |

### Konstruktorzy
| P  | +/− | Konstruktor          | Starty | Punkty | P1 | P2 | P3 | PP | NO | NS |
| -- | --- | -------------------- | ------ | ------ | -- | -- | -- | -- | -- | -- |
| 1  | 0   | Carlin               | 32     | 198    | 1  | 3  | 2  | –  | –  | 4  |
| 2  | +1  | Russian Time         | 32     | 184    | 4  | –  | 1  | 2  | 4  | 2  |
| 3  | +1  | Racing Engineering   | 32     | 170    | 2  | 1  | 2  | 1  | –  | 3  |
| 4  | −2  | Rapax                | 32     | 153    | 3  | 1  | 3  | 1  | 4  | –  |
| 5  | 0   | DAMS                 | 32     | 153    | 1  | 3  | –  | 3  | 2  | 6  |
| 6  | 0   | Hilmer Motorsport    | 32     | 125    | 3  | 1  | 2  | –  | 2  | 6  |
| 7  | 0   | ART Grand Prix       | 32     | 114    | 1  | 3  | 1  | –  | 2  | 4  |
| 8  | 0   | Arden International  | 31     | 88     | –  | 1  | 3  | 1  | 1  | 4  |
| 9  | 0   | Trident Racing       | 31     | 49     | 1  | 1  | –  | –  | 1  | 6  |
| 10 | 0   | Caterham Racing      | 31     | 47     | –  | –  | 2  | –  | –  | 5  |
| 11 | 0   | MP Motorsport        | 32     | 24     | –  | 2  | –  | –  | –  | 8  |
| 12 | 0   | Barwa Addax          | 32     | 20     | –  | 1  | –  | –  | –  | 1  |
| 13 | 0   | Venezuela GP Lazarus | 31     | 11     | –  | –  | –  | –  | –  | 3  |
| P  | +/− | Konstruktor          | Starty | Punkty | P1 | P2 | P3 | PP | NO | NS |